# Floresta Nacional de São Francisco de Paula
A Floresta Nacional de São Francisco de Paula é uma unidade de conservação federal no Rio Grande do Sul, Brasil.
Localizada a 27 km da sede do município de São Francisco de Paula, foi criada pela Portaria nº 561, de 25 de outubro de 1968, que a destinou a um uso sustentável e à pesquisa científica. Hoje é administrada pelo Instituto Chico Mendes de Conservação da Biodiversidade, mas anteriormente a área pertencia ao Instituto Nacional do Pinho, que criou zonas de reflorestamento com espécies exóticas. Possui 1.606,6 hectares, sendo que cerca de metade são de mata atlântica nativa.

A cobertura vegetal é constituída por formações nativas (56%) e plantações (39%). Entre as primeiras destacam-se fragmentos de Floresta ombrófila densa, Floresta ombrófila mista, áreas savânicas e áreas úmidas. As plantações constituem áreas de Araucaria angustifolia (321,4 ha), Pinus elliottii (216,5 ha), Pinus taeda (23 ha), e Eucalyptus spp. (35 ha), sendo que o restante da área (5%) é ocupada por áreas úmidas, estradas, e a sede administrativa.

## História
A Floresta Nacional de São Francisco de Paula implantada em 1945, inicialmente denominada Parque Florestal Joaquim Francisco de Assis Brasil, era vinculada ao Instituto Nacional do Pinho. Originou-se da necessidade premente de estudar o crescimento e o comportamento da Araucaria angustifolia, sob diferentes condições silviculturais.

## Clima
O clima da região é do tipo Cfb 1 no sistema de Köppen-Geiger (mesotérmico, úmido, com precipitação uniformemente distribuída durante o ano e verão brando), característico das altitudes maiores da Serra Geral. Temperaturas negativas podem ocorrer durante os meses de abril a novembro. As geadas são freqüentes e nos invernos mais rigorosos ocorre a formação de neve. A região é afetada por freqüentes e intensos nevoeiros. A precipitação pluviométrica é elevada em todos os meses e a média anual é de 2.252 mm, sendo que a região apresenta os mais altos índices pluviométricos do Estado.

## Relevo
O relevo é caracterizado por uma paisagem ondulada a fortemente acidentada, apresentando fendas de até 90 m de profundidade. Os solos pertencem à unidade de mapeamento Bom Jesus, classificados como cambissolos Bruno húmicos, de textura argilosa, substrato basáltico e de teor ácido. A altitude máxima é de 922 metros acima do nível do mar.

## Vegetação primitiva
A vegetação natural da FLONA SFP, pertence ao tipo fitogeográfico "Mata de Araucária ou Pinheiro brasileiro", ou "Floresta ombrófila mista".